# والت کلی
والت کلی (انگلیسی: Walt Kelly؛ ۲۵ اوت ۱۹۱۳ – ۱۸ اکتبر ۱۹۷۳) یک پویانما، خبرنگار، و شاعر اهل ایالات متحده آمریکا بود.